# Argos (gos)
A l'Odissea d'Homer, Argos (Grec antic Ἄργος) és el llegendari ca fidel d'Odisseu. Criat per ser un ca de caça abans de la guerra de Troia, Argos va ser abandonat quan hom va considerar que son amo era mort. Vint anys més tard, Odisseu torna a Ítaca i el troba ajagut damunt dels fems, immòbil per la vellesa i l'abandó, i infestat de rens. Quan Argos el veu, el reconeix i de seguida deixa caure les orelles i mou la cua. Disfressat de captaire, Odisseu no pot saludar el seu gos sense revelar la seva identitat, però plora en secret. En haver vist son amo viu, Argos mor.
L'escena d'Argos és un dels episodis més coneguts de l'Odissea i els estudiosos de la literatura clàssica n'han comentat l'estructura, el significat i el valor literari. Argos ha estat descrit com un símbol de fidelitat i una metàfora de la decadència d'Odisseu i la seva família (oikos) dins de la narració més àmpla del poema. Per descriure la mort d'Argos el poema fa servir un llenguatge típicament reservat a les morts nobles dels guerrers, i s'utilitza una construcció perifràstica per focalitzar la narració com si s'hagués explicat des de la seva perspectiva.

## Nom

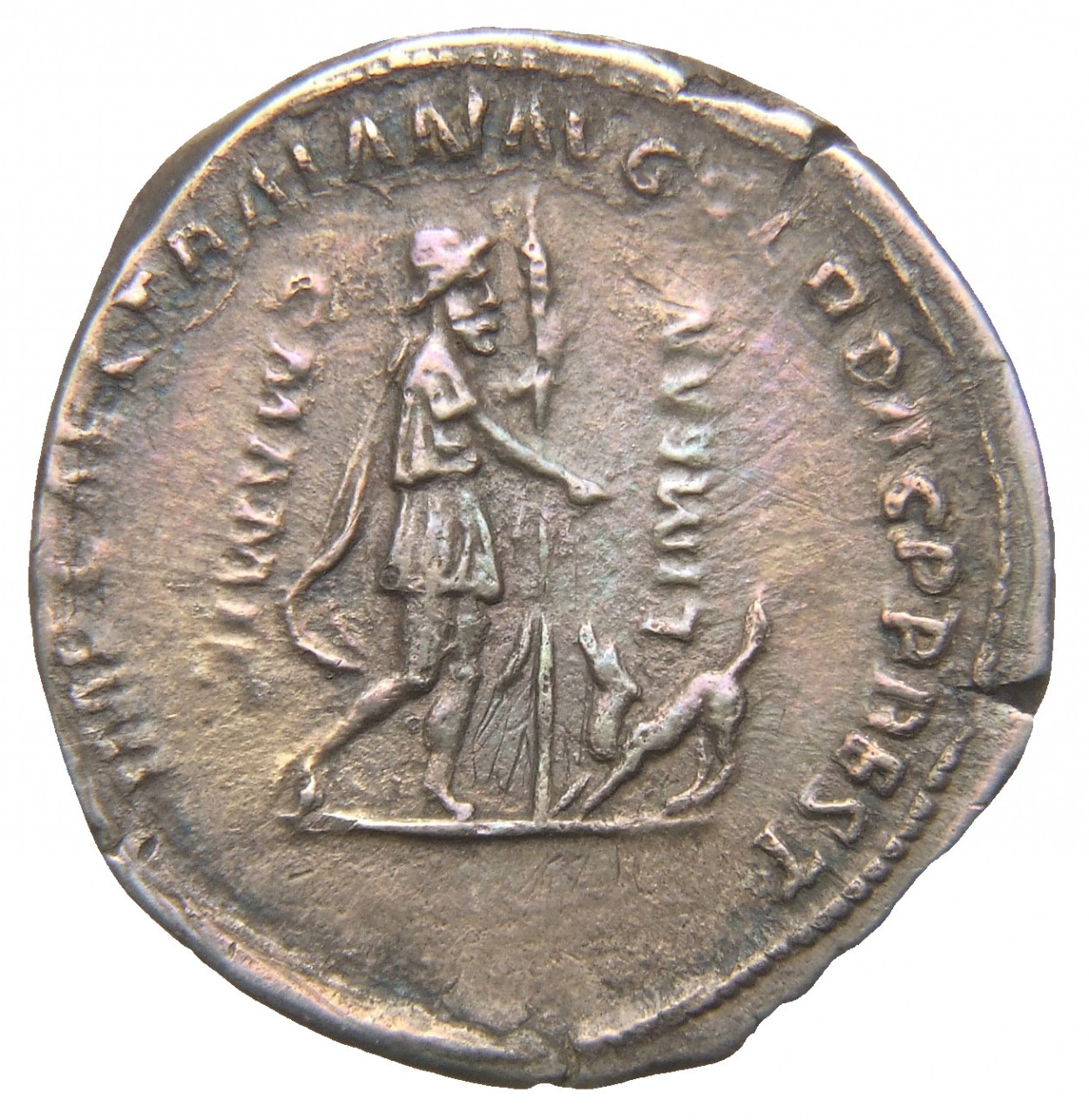
Moneda romana que representa Odisseu i Argos, – dC

El nom "Argos" (Grec antic Ἄργος) prové de l'adjectiu grec antic ἀργός (argós), que significa literalment 'blanc brillant, lluent', amb un significat metafòric secundari de 'ràpid, àgil'; aquest canvi semàntic es troba en altres llocs de les llengües indoeuropees, tanmateix, Méndez Dosuna ha considerat aquesta derivació com un típic cas de semàntica #. En grec homèric, aquesta denominació s'aplicava comunament als gossos ràpids. El moviment de l'accent grec antic de la síl·laba final a l'anterior és típic dels noms propis.
El nom deriva de la paraula protoindoeuropea h₂rǵ-ró-s, un derivat de grau zero de l'arrel *h₂erǵ- 'blanc, brillant' - amb el segon r deixat de banda per dissimilació. El nom està relacionat amb el llatí argentum 'plata' i hitita 𒄯𒆠𒅖 (ḫar-ki-iš) 'blanc, brillant', entre d'altres. Etimològicament, està relacionat amb Argo (Ἀργώ), el vaixell utilitzat per Jàson i els Argonautes en la història del Velló d'Or; com en el cas dels cans, el nom del vaixell també fa referència a la seva rapidesa. Argos també és el nom del vigilant de cent ulls en altres mites grecs, Argos Panoptes (Ἄργος Πανόπτης 'Argos omnivident'); una tradició mitològica pretén que Argos Panoptes va ser ell mateix originalment un gos guardià.

## A l'Odissea
Allà jeia el gos Argos, ple de paparres.
En aquell moment, quan va percebre que Odisseu era a prop,
va moure la cua i va abaixar totes dues orelles,
però ja no va poder acostar-se més al seu amo.
Odisseu, mirant-lo des de lluny, es va eixugar una llàgrima,
procurant amagar-la fàcilment d'Eumeu, [...]
A l'Odissea, Odisseu comença el seu retorn a Ítaca després de deu anys de lluita a la guerra de Troia. Els seus intents d'arribar a casa  duren deu anys més, durant els quals la seva família i amics creuen que està mort i diversos pretendents intenten casar-se amb la seva dona, Penèlope. En poder tornar, Atena dona a Odisseu l'aparença de vell captaire. En primer, només mostra la seva veritable identitat al seu fill, Telèmac. Junts, conclouen que els pretendents de Penèlope han de ser assassinats. Odisseu viatja amb el seu esclau porquer Eumeu, a qui no ha revelat la seva identitat, cap al palau reia d'Ítaca. Ben prop, Argos es desperta en sentir la veu d'Odisseu. Es diu que Odisseu l'havia criat com a ca de caça i, abans de marxar a la guerra, Argos va ser utilitzat per caçar cérvols, cabres salvatges i llebres per altres joves, però mai havia arribat a caçar amb son amo. Després que Odisseu marxés cap a Troia, Argos va ser descuidat i, mentre Odisseu passa, està estirat en munts profunds de fem i ple de paparres. Un cop Argos reconeix Odisseu, deixa caure les orelles i comença a moure la cua, però la seva condició el fa incapaç d'aixecar-se i saludar Odisseu; Odisseu comença a plorar, eixugant-se una llàgrima dels ulls. Pregunta a Eumeu sobre el ca, comentant la seva bella forma, i es pregunta si alguna vegada va ser tan bo com la seva forma suggereix que ho va ser. Eumeu respon que Argos pertanyia a Odisseu i que una vegada va ser un bon ca de caça que va atrapar tot el que va rastrejar. Explica que en tenir Odisseu per mort, ningú no es va tenir cura d'Argos, i Eumeu maleeix els criats per la seva negligència. Quan els dos homes entren en el palau, on hi ha els pretendents, Argos mor.

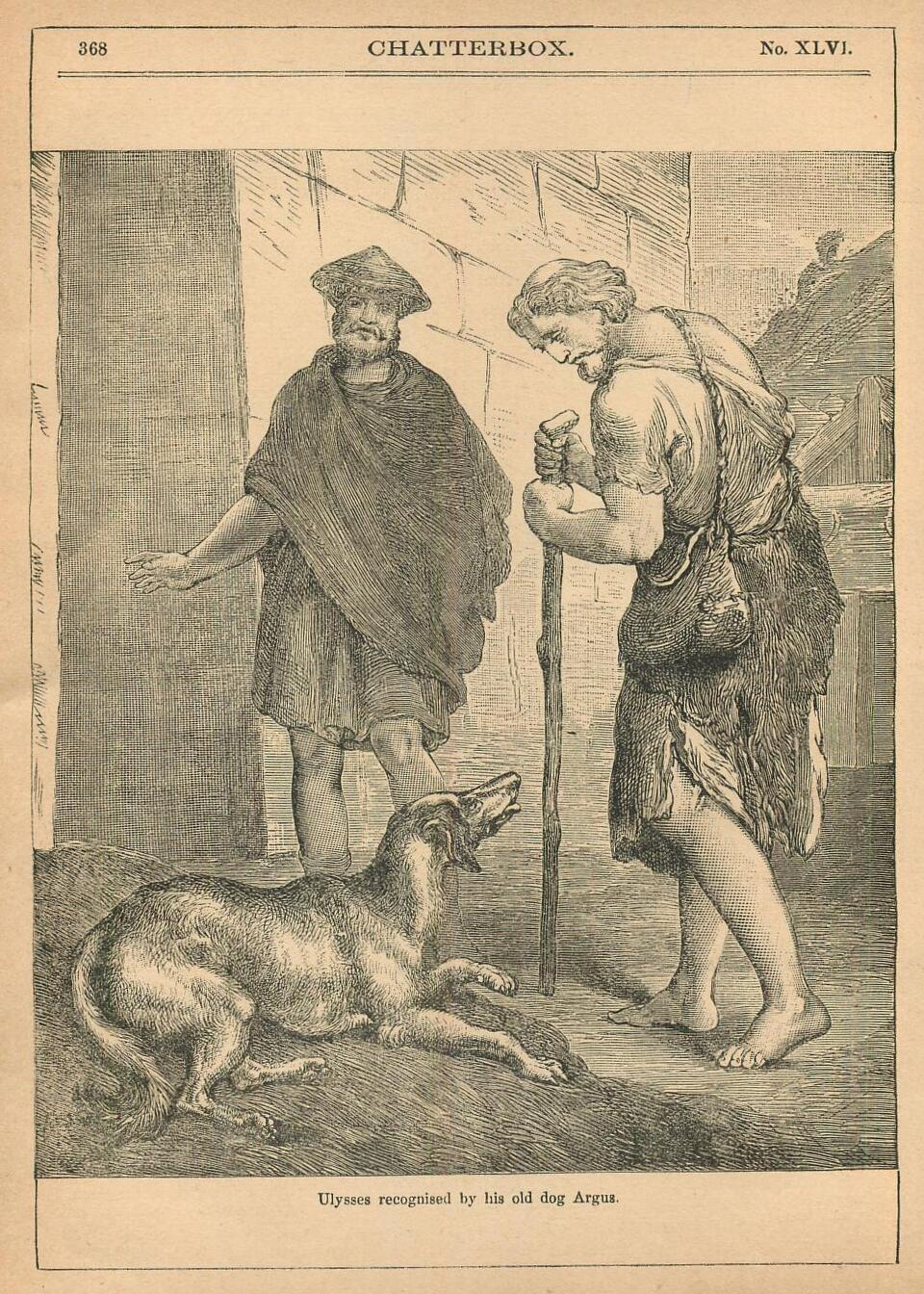
Una il·lustració de l'escena de la reunió a Chatterbox, 1886

L'escena del retrobament d'Odisseu i Argos es troba entre els episodis més famosos de l'Odissea i ha estat descrita com una de les escenes més emotives de la literatura occidental. Hi ha tres elements principals de l'escena als quals s'ha prestat amplament l'atenció acadèmica: la seva ubicació en relació amb altres esdeveniments del poema, la seva gravetat emocional (pathos) i la seva utilització com a metàfora d'Odisseu i de l'estat de la seva llar (oikos).

### Funció narrativa a l'Odissea
L'escena d'Argos es troba a la meitat del llibre disset del poema i forma part de la seva narració de visites més gran, on Odisseu va a trobar-se amb els pretendents de la seva dona, i tant l'escena com la narració més gran són una inversió de l'esperat ritual d'hospitalitat. L'aparició d'Argos comença una sèrie d'anagnòrisis, i és l'única anagnòrisi de l'Odissea on dos personatges es reconeixen immediatament i simultània. Argos és l'únic membre de la família d'Odisseu que el reconeix sense l'ajuda divina ni proves proporcionades pel mateix Odisseu. La revelació del narrador de la mort d'Argos utilitza la frase principal "en l'any vint" (ἐεικοστῷ ἐνιαυτῷ, eeikostōi eniautōi), que se sol reservar per quan Odisseu es revela a un altre personatge o per assenyalar les conseqüències de la seva absència. El llenguatge narratiu despersonalitza Odisseu com "el seu mestre" (anax), utilitzant aquesta construcció perifràstica per presentar la narració com si fos composta des de la perspectiva d'Argos. Alguns autors, com Bernhard Frank i Maurice Bowra, han argumentat que l'escena indica el "veritable moment de tornada a casa" (nostos) d'Odisseu, ja que mostra tant el temps que ha estat fora com la lleialtat i l'afecte que s'han mantingut.
Un propòsit general de l'escena és crear "tensió a través del retard"; és a dir, al context en què transcorre la història se li dona més tensió narrativa retardant el moment que alleujaria aquesta tensió per al públic. En aquest cas, aquest dispositiu narratiu impedeix que Odisseu s'enfronti als pretendents de la seva dona a casa seva.

### Com a símbol d'Odisseu i el seuoikos
Els estudiosos han posat èmfasi en la relació anàloga entre Argos i Odisseu, així com entre Argos i oikos d'Odisseu. Argos és un aspecte important del motiu del ca guardià, recurrent l'Odissea, on els cans guardians s'utilitzen com a símbols d'una altra cosa; Argos representa la ruïna de l'oikos d'Odisseu. Elements de la història d'Argos evoquen, de vegades paraula per paraula, parts del poema relacionades amb Telèmac, fill d'Odisseu. El poema afirma que Odisseu va aixecar Argos, però "no va gaudir d'ell" (οὐδ' ἀπόνητο, oud' apónēto), ja que va marxar a Troia poc després. La mateixa frase s'utilitza en el llibre anterior per descriure la relació entre Odisseu i Telèmac, fent que l'audiència examini les relacions en paral·lel.
Alguns autors han escrit que, d'alguna manera, Argos representa el mateix Odisseu. Argos es troba en munts de fems, que reflecteixen la disfressa de captaire d'Odisseu, i el seu cos és ple de rens, cosa que reflecteix com Odisseu veu els pretendents de la seva dona com un "verm" que infecta el seu oikos. Tant Odisseu com Argos tenen el seu passat gloriós contrastat amb les males condicions actuals. En la seva resposta a la pregunta d'Odisseu sobre el ca, Eumeu enquadra Argos com un anàleg del mateix Odisseu; La destresa física d'Argos i l'excel·lència en la caça s'atribueixen a Odisseu anteriorment al poema i a la Ilíada.
Bernard Steinbock ha argumentat que l'episodi amb Argos conté paral·lelismes amb l'escena entre Odisseu i el seu pare Laertes set llibres més tard. Tot i que encara es pot moure, Laertes ja no viatja fins a la ciutat i espera únicament el retorn del seu fill a Ítaca. Afligit pel dolor, es degrada portant roba esparracada i fent feines pròpies d'un esclau, reflectint així el cas del gos ple de paparres Argos. Laertes porta un casc fet de pell de gos (κυνέη [kunéē], derivat de κύων [kúōn], 'gos') i pateix miserablement, com Argos durant l'absència d'Odisseu.

### Pathos

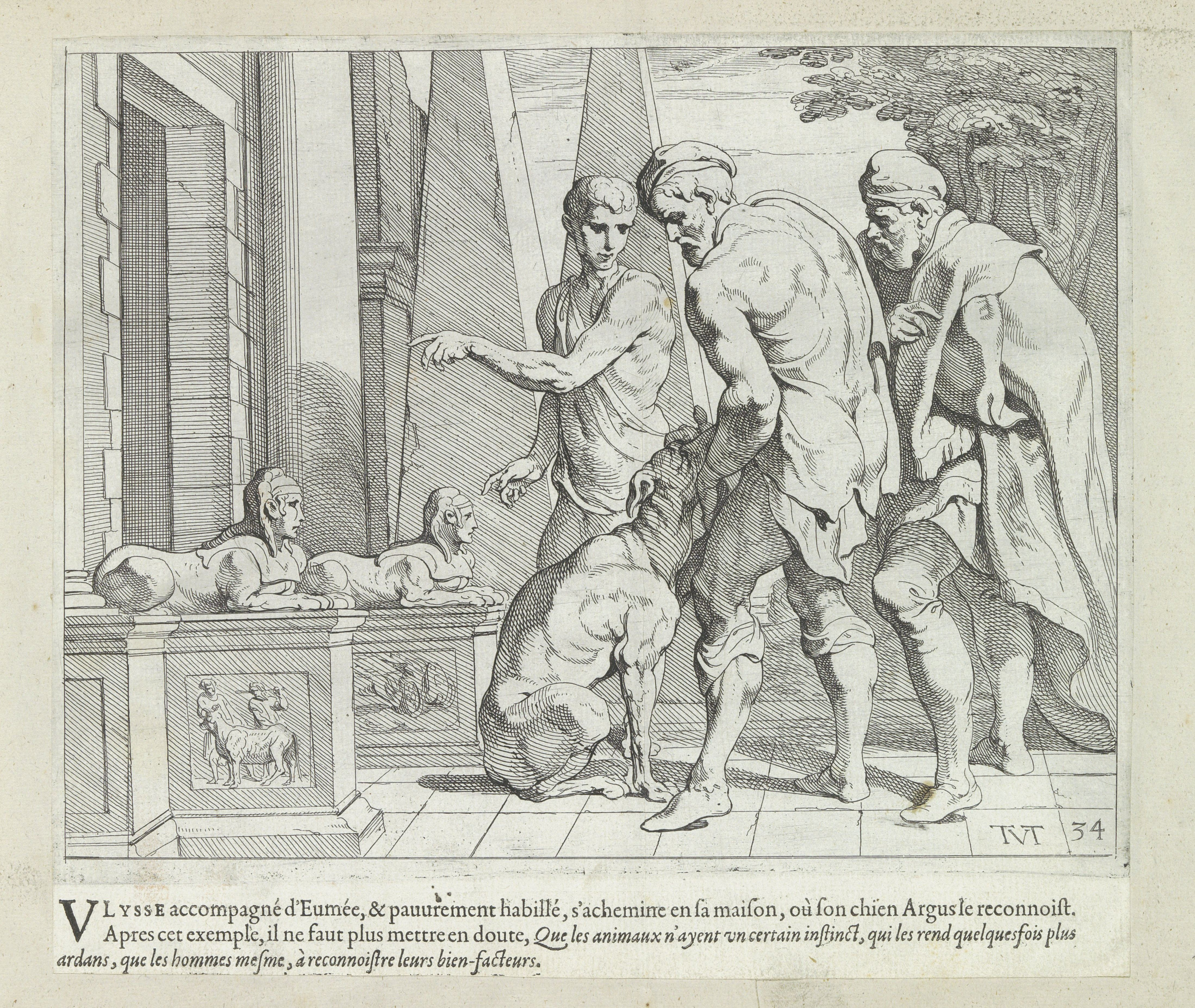
Odysseus door zijn hond Argus herkend ("Odisseu és reconegut pel seu gos, Argos"), Theodoor van Thulden (1633)

Els estudiosos han identificat diversos recursos literaris que amplifiquen l'impacte emocional (pathos) d'Argos en la història. El reconeixement d'Odisseu de la fidelitat combinada i la misèria d'Argos condueix a la seva resposta emocional; la incapacitat de tots dos per actuar sobre les seves emocions – Argos, incapaç de caminar, i Odisseu, incapaç de reconèixer-lo – anima l'audiència a simpatitzar amb tots dos. La llengua que envolta Argos el tracta com un personatge humà; se li dona un nom i una presentació.
El comportament amable d'Argos també convida el públic a experimentar una preocupació ansiosa per Odisseu; si Eumeu nota que Argos es comporta de manera amistosa amb un desconegut aparentment, podria aixecar les seves sospites sobre la identitat d'Odisseu abans que estigui preparat per revelar-la. La incapacitat d'Argos per avançar cap a Odisseu proporciona, així, alleujament al públic – ja que Argos és incapaç de trair sense voler la disfressa del seu amo – i més agitació emocional, ja que la reunió no es pot consumar del tot. La narració contrasta el passat d'Argos com a gos de caça inigualable amb la seva impotència actual, reflectint la condició d'Odisseu abans d'enfrontar-se als pretendents de la seva dona, la qual cosa crea una atmosfera d'incertesa sobre la possibilitat de les possibilitats d'èxit d'Odisseu contra els pretendents. Al llarg de l'Odissea, Odisseu conté o amaga les seves llàgrimes als que l'envolten, però en veure Argos, plora; encara que les llàgrimes s'amaguen a Eumeu, no s'amaguen al públic.
Havien passat vint anys des que Argos va veure Odisseu, i ara el veia per última vegada — aleshores, de sobte, la mort negra se'l va endur.
Quan Argos mor, la narració del poema utilitza un llenguatge reservat a les morts nobles dels guerrers - la "fórmula de mort solemne" – que eleva Argos com una figura noble i heroica. La mort d'Argos compleix les esperances d'Odisseu per a la seva pròpia mort, enunciades al llibre setè: "I que la vida em deixi quan hagi tornat a veure les meves propietats, els meus servents i la meva gran casa amb sostre alt". El moment de la seva mort, immediatament després de veure Odisseu, demostra la seva fidelitat irrompible al seu mestre i serveix per afavorir el pathos de l'escena i la inclusió d'Argos en la narració més ampla. Bernhard Frank argumenta, utilitzant la destitució d'Argos com a representació de la d'Odisseu, que la mort d'Argos simbolitza el final de la decadència d'Odisseu; La moderació d'Odisseu demostra la seva determinació per completar la seva missió, "alliberat així de la seva feble imatge de si mateix i dels perills del sentimentalisme […] ara és lliure de seguir endavant".

### Citacions
1. 1 2 3 4  Beekes, 2010, p. 126.
2. ↑  Chittenden, 1948, p. 28.
3. ↑  Chittenden, 1948, p. 27–28.
4. ↑  Lowe, 2015, p. 226.
5. ↑  Mackey-Kallis, 2001, p. 35, 42.
6. ↑  Odyssey, 16.167–220.
7. ↑  Odyssey, 16.225–320.
8. ↑  Odyssey, 17.182–260.
9. ↑  Odyssey, 17.300.
10. ↑  Steinbock, 2018, p. 12.
11. 1 2 3 4 5 6  de Jong, 2001, p. 421.
12. ↑  Butler, 1900, p. 228.
13. ↑  Odyssey, 17.300–305.
14. ↑  Odyssey, 17.305–310.
15. ↑  Odyssey, 17.311–323.
16. ↑  Odyssey, 17.324–327.
17. ↑    - For the scene as among the most famous in the poem, see Steinbock 2018, p. 9 and Frisch 2018, p. 11.
  - For the scene as one of the most emotional scenes in Western literature, see Frank 1993, p. 202.
18. ↑  Steinbock, 2018, p. 12, 15–16.
19. 1 2  Frisch, 2018, p. 12.
20. ↑  de Jong, 2001, p. 407.
21. 1 2  Frisch, 2018, p. 8.
22. 1 2 3  Steinbock, 2018, p. 15.
23. 1 2 3  Steinbock, 2018, p. 14.
24. 1 2  Frank, 1993, p. 202.
25. ↑  de Jong, 2001, p. 409, 416, 421.
26. 1 2  Frisch, 2018, p. 8–9.
27. ↑  de Jong, 2001, p. 416.
28. ↑  Steinbock, 2018, p. 12–13.
29. ↑  Steinbock, 2018, p. 16–17.
30. ↑  Steinbock, 2018, p. 22.
31. ↑  Steinbock, 2018, p. 23.
32. 1 2  Steinbock, 2018, p. 14–15.
33. ↑  Steinbock, 2018, p. 17, 19.
34. 1 2  de Jong, 2001, p. 422.
35. ↑    - For Wilson's translation, see Wilson 2018, p. 397.
  - For the original Greek, see Odyssey, 17.325–327.
36. ↑  Frank, 1993, p. 202–203.